# Léon Jehin
Léon Noel Joseph Jehin (Spa, 17 juli 1853 – Monte-Carlo 14 februari 1928) was een Franse dirigent van Belgische komaf.
Hij was zoon van musicus Antoine Jéhin en Marie Elisabeth Nagant. Hij trouwde in 1899 zangeres Blanche Deschamps-Jéhin (Lyon, 1857-Parijs 1923).
Zijn eerste muziekopleiding kreeg hij van zijn vader, directeur van de muziekschool in Spa. Hij kreeg vervolgens opleiding aan het de conservatoria van  Luik (1864) en Brussel (1865-). Vanaf 1870 was hij violist in het orkest van het Koninklijke Muntschouwburg in Brussel. Ondertussen volgde hij nog lessen van Henri Vieuxtemps. Hij werd (tweede) dirigent van orkesten te Antwerpen (1881), Koninklijke Muntschouwburg Brussel (1882-1885), Aix-les-Bains (1894-1911) en Monte-Carlo (1893-). In die laatste stad was hij tevens operaregisseur.
Hij gaf menige premières van opera’s en operettes, van bijvoorbeeld César Franck en Jules Massenet, maar ook van Camille Saint-Saëns (Hélène) . Hij schreef zelf ook enige muziek zoals een Gavotte rustique en Marche jubilaire.
- Bibliothèque nationale de France: cb15082960b (data)
- Gemeinsame Normdatei: 1089189753
- International Standard Name Identifier: 0000 0000 0200 6693
- Base Léonore: LH//1364/53
- MusicBrainz: 988bbdfd-f558-4e2f-9332-92b787b8b4c2
- SNAC: w6tx3sww
- Virtual International Authority File: 42133102